# Peter Marschat
Peter Marschat (* 31. August 1952 in Wien) ist ein österreichischer Fagottist.

## Leben
Marschat war in seiner Kindheit und Jugend Solist bei den Wiener Sängerknaben. Er maturierte 1971 am Musikgymnasium Wien, anschließend absolvierte er das Fagottstudium an der heutigen Universität für Musik und darstellende Kunst Wien, das er 1975 mit Auszeichnung abschloss. Seine Lehrer waren Karl und Camillo Öhlberger. 1973 war er Preisträger der Stiftung „Wanas“ und gewann ein Probespiel bei den Wiener Symphonikern. 
Seit 1975 gehört er dem Orchester der Volksoper Wien an. 
Peter Marschat ist verheiratet und hat zwei Kinder.

## Auszeichnungen
- 2003: Verleihung des Berufstitels Professor[2]